# Lissoscarta vespiformis
Lissoscarta vespiformis är en insektsart som beskrevs av Fabricius 1803. Lissoscarta vespiformis ingår i släktet Lissoscarta och familjen dvärgstritar. Inga underarter finns listade i Catalogue of Life.